# Andherson Franklin Lustoza de Souza
Andherson Franklin Lustoza de Souza (Cachoeiro de Itapemirim, 3 de novembro de 1969) é um prelado católico, atual bispo auxiliar da Arquidiocese de Vitória.

## Formação e Vida Presbiteral
Andherson Franklin Lustoza de Souza nasceu em Cachoeiro de Itapemirim, no estado do Espírito Santo, no dia 3 de novembro de 1969. É filho de Adelcio Louzada de Souza, já falecido e de Maria Angélica Hemerly Lustoza de Souza. Tem dois irmãos: Alessandro Lustoza de Souza e Sheila Mayra Lustoza Lovatti.
Ingressou no Seminário Bom Pastor, da Diocese de Cachoeiro de Itapemirim, para cursar o Propedêutico e a Filosofia, em fevereiro de 1992. Concluiu o curso de Filosofia em 1995, sendo o mesmo reconhecido pela PUC (Pontifícia Universidade Católica), de Belo Horizonte, Minas Gerais.
Ingressou no Seminário São João Maria Vianney, em Vitória, a fim de cursar Teologia, no IFTAV (Instituto de Filosofia e Teologia da Arquidiocese de Vitória do Espírito Santo), concluindo o mesmo em 1999.
Foi ordenado diácono na Paróquia Nossa Senhora do Rosário em Ibatiba, Espírito Santo, no dia 18 de dezembro de 1999. Em 25 de março de 2000 foi ordenado presbítero pela imposição das mãos de Dom Luiz Mancilha Villela, então bispo de Cachoeiro, no Ginásio da Faculdade Camiliana, em Cachoeiro de Itapemirim.
Foi administrador paroquial na paróquia Senhora Sant´Ana em Apiacá até setembro de 2001.
Estudos acadêmicos: Em Roma fez Mestrado em Teologia Bíblica na Pontifícia Universidade Gregoriana. Em 2004 concluiu o Mestrado e deu início ao Doutorado, na referida Universidade, sendo este concluído no ano de 2009.
Atividades e serviços pastorais e acadêmicos: De volta ao Brasil foi pároco na paróquia do Sagrado Coração de Jesus – Itaipava de 2009 a 2016. De 2016 a 2021 foi vigário paroquial da Paróquia Nosso Senhor dos Passos em Cachoeiro de Itapemirim.
Desde seu retorno (2009) atuava como professor de Teologia Bíblica no IFTAV (Instituto de Filosofia e Teologia da Arquidiocese de Vitória, hoje chamado de Instituto Interdiocesano de Filosofia e Teologia). Foi professor no Instituto Teológico Dom Hermínio Malzone Hugo, da Diocese de Governador Valadares, e professor e diretor acadêmico na Escola Diaconal Santo Estevão, em Cachoeiro de Itapemirim, Espírito Santo.
Na Diocese de Cachoeiro de Itapemirim foi Coordenador Diocesano de Pastoral de 2016 até 2021, Assessor Diocesano da Iniciação à Vida Cristã de 2019 a 2021. Membro do Conselho de Formadores, sendo responsável pela Formação Pastoral do Seminário Maior, membro do Conselho Presbiteral e do Colégio dos Consultores. 
Nos Regionais Leste 2 e 3 assumiu alguns serviços, tais como: Representante dos Coordenadores (Arq) Diocesanos de Pastoral (2017 a 2021); assessor Teológico e de Formação Permanente dos dois Regionais e assessor Teológico da Iniciação à Vida Crista do Regional Leste 3.

## Episcopado
Atendendo a solicitação do Arcebispo de Vitória, Dom Frei Dario Campos, o Papa Francisco o nomeou como bispo-auxiliar de Vitória do Espírito Santo em 22 de dezembro de 2021.
Foi ordenado bispo-titular de Tituli in Numidia em 19 de fevereiro de 2022 na cidade de Cachoeiro de Itapemirim, por Dario Campos, O.F.M. arcebispo de Vitória do Espírito Santo, coadjuvado por Luiz Mancilha Vilela, SS.CC., arcebispo-emérito de Vitória do Espírito Santo e por Luiz Fernando Lisboa, C.P., arcebispo de Cachoeiro do Itapemirim.

## Ordenações Episcopais
Dom Andherson foi coadjuvante da ordenação episcopal de:
1. Joselito Ramalho Nogueira, nomeado bispo auxiliar de São Sebastião do Rio de Janeiro, aos 27 de abril de 2025, em Cachoeiro de Itapemirim. O celebrante principal foi Dom Luiz Fernando Lisboa.